# Hyppolite Ouangrawa
Hyppolite Ouangrawa, plus connu sous le pseudonyme M’ba boanga, né en 1956 à Ouagadougou, est un comédien autodidacte, acteur de cinéma et metteur en scène burkinabé. Il est considéré comme l'un des précurseurs du théâtre forum au Burkina Faso.

## Biographie

### Enfance, éducation et débuts
Hyppolite Ouangrawa est né en 1956 à Ouagadougou. Dès sa tendre enfance, il s'intéresse à la comédie et au théâtre. Très tôt, il se découvre un talent de comédien en participants à des représentations théâtrales au sein de son église. Son pseudonyme "M’ba boanga" qui signifie l’âne en langue nationale mooré est en référence à ses rôles de personne têtue réfractaire au changement,,.

### Carrière
En 1978, il fait ses premiers pas dans l'univers du théâtre au sein de l’Atelier théâtre burkinabè (ATB) grâce à Propère Kompaoré, professeur d'art dramatique. Il sera plus tard le metteur en scène adjoint de cette compagnie,.
En 1995, il fonde le Théâtre de l'espoir. Hyppolite Ouangrawa est un acteur qui a tourné dans la plupart des grands projets cinématographiques du Burkina Faso.

## Filmographie

### Longs-métrages
- 1988, Zan Boko, du réalisateur Gaston Kaboré
- 1991, Karim et Sala, réalisateur Idrissa Ouédraogo
- 1992, Samba Traoré, réalisateur, Idrissa Ouédraogo
- 1994, Keïta, l’héritage du griot, réalisateur, Dani Kouyaté
- 1996, Buud Yam, réalisateur Gaston Kaboré
- 2000, Bintou, réalisateur, Fanta Régina Nacro
- 2004, Traque à Ouaga, réalisateur Boubacar Diallo
- 2004, Sofia, réalisateur, Boubacar Diallo
- 2005, Dossier brûlant, réalisateur Boubacar Diallo[1],[6]

### Courts-métrages
- 1991, Un certain matin de la réalisatrice Fanta Régina Nacro[7].
- 2006, Ma ga al dikhan  (J’irai moi aussi), réalisateur Drissa Ollo Kambou[6].

### Séries
- 2006, Quand les éléphants se battent de la réalisatrice, Fanta Régina Nacro.
- 1999, Kadi Joli, de la réalisatrice Aminata Diallo Glez[6].

## Vie privée
Il est marié et père de 3 enfants,.